# Зелена Балка (Олександрійський район)
Зелена Ба́лка — село в Україні, у Попельнастівській сільській громаді Олександрійського району Кіровоградської області. Населення становить 6 осіб.

## Географія
У селі бере початок Балка Зелена.

## Населення
Згідно з переписом УРСР 1989 року чисельність наявного населення села становила 52 особи, з яких 21 чоловік та 31 жінка.
За переписом населення України 2001 року в селі мешкало 25 осіб.

### Мова
Розподіл населення за рідною мовою за даними перепису 2001 року:
| Мова       | Відсоток |
| ---------- | -------- |
| українська | 96,00 %  |
| російська  | 4,00 %   |